# Cher (fiume)
Lo Cher (in occitano Char) è un fiume del centro della Francia, affluente sinistro della Loira, lungo 367 km. Nasce a Mérinchal, nel dipartimento della Creuse, nel Massiccio centrale, e sfocia presso Villandry, nell'Indre e Loira.

## Dipartimenti e comuni attraversati
Dipartimenti e principali città attraversate:
Creuse
Auzances.
Puy-de-Dôme
Château-sur-Cher.
Allier
Montluçon, Vallon-en-Sully, Meaulne.
Cher
Ainay-le-Vieil, Bouzais, Saint-Amand-Montrond, Châteauneuf-sur-Cher, Colombiers, Corquoy, Crézançay-sur-Cher, Drevant, Épineuil-le-Fleuriel, Farges-Allichamps, Foëcy, La Groutte, Lapan, Lunery, Méry-sur-Cher, Nozières, Orval, La Perche, Quincy, Saint-Florent-sur-Cher, Saint-Caprais, Saint-Georges-de-Poisieux, Saint-Georges-sur-la-Prée, Saint-Loup-des-Chaumes, Thénioux, Vallenay, Venesmes, Vierzon
Indre
Chabris
Loir-et-Cher
Angé, Bourré, La Chapelle-Montmartin, Châtillon-sur-Cher, Châtres-sur-Cher, Châteauvieux, Couddes, Faverolles-sur-Cher, Gièvres, Mareuil-sur-Cher, Mennetou-sur-Cher, Monthou-sur-Cher, Montrichard, Noyers-sur-Cher, Pouillé, Selles-sur-Cher, Saint-Aignan, Saint-Georges-sur-Cher, Saint-Julien-sur-Cher, Seigy, Thésée, Villefranche-sur-Cher.
Indre e Loira
Athée-sur-Cher, Azay-sur-Cher, Bléré, Chenonceaux, Chisseaux, Civray-de-Touraine, La Croix-en-Touraine, Dierre, Larçay, La Riche, Saint-Avertin, Saint-Genouph, Savonnières, Tours, Véretz, Villandry.

## Principali affluenti e subaffluenti
I principali affluenti e subaffluenti della Cher sono, da monte verso valle, (D= alla destra orografica; S alla sinistra):
- (D) la Pampeluze
- (D) il Mousson
- (D) il Boron
- (D) la Tartasse
- (S) la Tardes
  - (S) la Voueize
- (D) l'Amaron o Lamaron a Montluçon
- (S) la Magieure a Vaux
- (D) l'Aumance a Meaulne
  - (D) il Bandais
  - (S) l'Œil
- (S) la Queugne
- (D) la Marmande a Saint-Amand-Montrond
  - (D) la Sologne
- (D) l'Yèvre a Vierzon, en provenance de Bourges
  - (S) l'Airain
  - (S) l'Auron
  - (D) il Moulon
  - (D) il Colin
  - (D) l'Ouatier
- (S) l'Arnon a Vierzon, provenienza dalla Petite-Marche
  - (S) la Théols
- (D) la Sauldre che raccoglie il acque della Sologne
  - (S) la Petite Sauldre
- (S) il Fouzon  a monte di Saint-Aignan
  - (S) il Nahon